# Huanacaure (sitio arqueológico)
Huanacaure es un sitio arqueológico perteneciente a la cultura inca y a diversas culturas preinca. Está situado en la región Huánuco, provincia de Huánuco, distrito de Chinchao. Las edificaciones fueron construido en piedra.

## Ubicación
Está situado entre la ceja de montaña y la selva.